# Mahaut de Lacy (1230-1304)
Pour les articles homonymes, voir Mahaut de Lacy.
Mahaut de Lacy (en anglais : Maud de Lacy) (avant 1231 – 11 avril 1304), baronne Geneville, issue de l'aristocratie cambro-normande, est la riche cohéritière de son grand-père, Gaultier de Lacy, seigneur de Trim et de Ludlow dont elle reçoit la moitié des biens. Les seigneuries de Trim et de Ludlow passent à son second époux, le seigneur Geoffroy de Geneville, 1er baron Geneville, en vertu droit de sa femme. On la mentionne parfois sous le nom de Mathilde ou de Maud de Lacy.

## Famille
Mahaut naît avant 1231. Elle est la fille benjamine de Gilbert de Lacy d'Ewyas Lacy († 1230) et d'Isabelle Bigot. Ses grands-parents paternels sont Gaultier de Lacy († début 1241) et Marguerite de Braose, fille de Maud de Briouze (celle-là même que le roi Jean d'Angleterre a fait mourir de faim). Ses grands-parents maternels sont possiblement Hugues Bigot, 3e comte de Norfolk, et Maud le Maréchal. Elle a un frère aîné, Gaultier († 1238/41), ainsi qu'une sœur, Margerie. Entre août et décembre 1230, le père de Mahaut meurt. En secondes noces, sa mère épouse John FitzGeoffrey, seigneur de Shere dans le Surrey, et Justiciar d'Irlande.
Lorsque son grand-père Gaultier de Lacy meurt au début de l'année 1141, ses petites-filles Mahaut et Margerie sont ses seules héritières. Elles se partagent donc l'héritage familial : de vastes possessions en Irlande, dans le Herefordshire, et dans les Marches galloises. Le roi Henri III d'Angleterre saisit l'occasion d'avoir à les marier pour patronner deux de ses soutiens. Mahaut est mariée à Pierre de Genève, et Margery à John de Verdon.

## Mariages et postérité
Après 1241, Mahaut épouse Pierre de Genève, fils d'Humbert, comte de Genève, et parent de la reine d'Angleterre Éléonore de Provence. Il fait partie des « Savoyards » qui sont arrivés en Angleterre avec la souveraine, épouse d'Henri III d'Angleterre. Le couple a deux enfants dont les prénoms ne sont pas connus. Pierre meurt en 1249, et peu avant le 8 août 1252, Mahaut épouse en secondes noces le seigneur franco-anglais Geoffroy de Geneville (1225/33-1314), 1er baron Geneville, fils de Simon de Joinville et de Béatrice d'Auxonne.
Par une charte datée du 8 août 1252, le roi accorde à Mahaut et Geoffroy les droits sur Meath que détenait Gaultier de Lacy, ainsi qu'à leurs héritiers. Ils ont très probablement des droits supplémentaires découlant des us et coutumes particuliers à l'Irlande. Le 21 septembre 1252, ils prennent possession du château de Trim. Ils font de Trim leur résidence principale, qu'ils administrent conjointement. Ils sont, par la suite, des bienfaiteurs de l'abbaye de Dore.
En 1254, Mahaut accompagne la reine Éléonore en Gascogne.[réf. nécessaire]
Mahaut et Geoffrey ont au moins trois enfants :[réf. nécessaire]
- Geoffroy de Geneville (mort en 1283)
- Pierre (Piers) de Geneville, de Trim et de Ludlow (1256 - peu avant juin 1292), qui épousa en 1283 Jeanne de Lusignan, dont il eut trois filles, dont Jeanne de Geneville, 2e baronne Geneville.
- Jeanne de Geneville, épouse de Gerald FitzMaurice FitzGerald (morte en 1287).

## Fin de vie
En 1283, Mahaut abandonne toutes ses terres en Angleterre et au pays de Galles à son fils Pierre de Geneville, dont le château de Ludlow dans le Shropshire, et le manoir de Walterstone, ainsi que les fiefs qu'elle détenait en Angleterre. La même année, elle perd son fils Geoffroy.
Mahaut est considérée comme une femme libre d'esprit, et elle accompagne habituellement son époux à l'étranger, notamment lors de son voyage à Rome où il est envoyé en mission auprès du pape Nicolas IV en 1290, alors que Mahaut est déjà âgée de soixante ans.[réf. nécessaire] Mahaut est particulièrement attentive à ses propriétés, et toujours prête à contester et à revendiquer.
Maud meurt au château de Trim le 11 avril 1304, à plus de soixante-dix ans. Son mari Geoffroy meurt dix ans plus tard. Leur fils Pierre est mort en 1292, laissant sa fille Jeanne héritière des domaines et des états de ses grands-parents. Elle succède suo jure au titre de baronne Geneville, le 21 octobre 1314. Elle est l'épouse de Roger Mortimer, 1er comte de March, dont elle a douze enfants.